# Визуальная антропология
Визуальная антропология — часть социальной антропологии, связанная с изучением и производством этнографической фотографии, кино и, начиная с 1990-х годов, новых СМИ. Это область аудиовизуального познания культурно-исторической действительности, направленная на получение аудиовизуальной информации о малоизвестных сторонах жизни общества с целью осуществления диалога культур. Визуальная антропология фиксирует и изучает духовные, бытовые, природные, исторические и другие стороны культуры. Основные задачи визуальной антропологии: отображение реального состояния малоизвестных и зачастую исчезающих культур, выявление закономерностей их существования, быта. Визуальная антропология объемлет все зрительные средства трансляции культуры, включая рисунок, фотографию, музейную экспозицию, театр, медиа. Но именно кинематограф выступает ядром данной науки, синтезируя достоинства всех остальных видов искусства. В то же время отмечается, что фотографии, особенно фотографии из семейных фотоальбомов, имеют самостоятельную научную ценность как источник важных социальных знаний.

## История
Еще до появления антропологии как учебной дисциплины в 1880-е годы, этнографы использовали визуальные методы (фотографию) в качестве инструмента исследования. Они снимали и документировали жизнь и быт малочисленных национальностей, обреченных на исчезновение. Но осмысление визуальной антропологии как академической дисциплины произошло много позже. Её основоположниками считаются Роберт Флаэрти, Карл Хайдер, Жан Руш, Джон Маршалл, Роберт Гарднер и Тим Эш. Сам термин «визуальная антропология» был придуман Маргарет Мид в 1960-х гг.. Первое теоретическое осмысление метода визуальной антропологии «Этнографическое кино» Карла Хайдера было опубликовано в 1976 году.
Первоначально визуальная антропология была вспомогательной дисциплиной этнографии и сводилась к созданию фото- и видеоматериалов во время полевых исследований. В 1920-е гг. Роберт Флаэрти делает этнографическое кино самостоятельным направлением визуальной антропологии. Антропологический анализ телевидения и других форм масс-медиа берет начало с исследований Грегори Бейтсон, Маргарет Мид, Рода Метро.
Один из первых антропологических кинофильмов — работа Роберта Флаэрти о жизни народов Арктики («Нанук с севера», 1922). Это яркий пример антропологического исследования с помощью визуальных средств (кинематографа). Флаэрти сосредоточился на традициях и тяжелом образе жизни эскимосов. Кинематографическое документирование позволяло существенно снизить риски ситуативной, субъективной интерпретации того или иного элемента экзотической культуры. Кроме того, оно дает возможность в максимально полном формате архивировать целые пласты культуры для последующего исследования. Позже антропологи Маргарет Мид и Грегори Бейтсон на Бали и в Новой Гвинее занялись исследованиями невербальной коммуникации поколений, а также ритуальных танцев и трансовых состояний, для чего использовали фотосъемку и кино. Результатом их работы стал фильм «Транс и танец на Бали» (1952).
В России исследования аудиовизуальных методов антропологии начали в 1980-х годах. 26 мая 1987 года на собрании Союза кинематографистов В. В. Иванов и Лэнарт Мери рассказали о популярном на Западе виде документальной съемки и объявили об открытии первого на территории СССР фестиваля визуальной антропологии в г. Пярну в Эстонии.

## Понимание термина
Под визуальной антропологией большинство исследователей понимают трёхчастную модель:
- Визуальная антропология как исследование нелингвистических форм человеческой коммуникации;
- Изучение визуальных продуктов, таких как фильмы, в качестве коммуникативной деятельности и материала культуры, подлежащего этнографическому анализу;
- Использование визуальных посредников для презентации данных и исследовательских находок.

Область изучения визуальной антропологии включает в себя три раздела:
- Изучение визуальных проявлений культуры — выражений лица, движений тела, танца, способов украшать тело, символического использования пространства, архитектуры и искусственной среды вообще;
- Изучение изобразительных аспектов культуры от наскальной живописи до фотографии, кино, телевидения, домашнего видео и т. д.;
- Использование изобразительных средств для сообщения антропологического знания.

В современной визуальной антропологии можно выделить несколько направлений: антропологическое изучение образов, антропологическая фотография, антропологическое кино.

## Альтернативные точки зрения
Особенно широкое поле проявлений и взаимодействий визуальной антропологии порождает представление об отсутствии собственной «предметной области» и причисление её к другим наукам. Находясь на стыке документалистики и антропологии, визуальная антропология не всегда выделяется в отдельную область исследований и не образует точную предметную область, она выступает обобщенным названием совокупности стратегий исследования визуальных систем.
Также существуют споры на тему того, какие именно фильмы можно считать антропологическими: Джей Руби считал, что антропологическими фильмами можно считать только созданные антропологами или под их руководством. Иной позиции придерживался Карл Хайдер: «Все фильмы этнографические: они рассказывают о людях. Даже если на экране появляются только облака или ящерицы, фильмы сделаны людьми и таким образом отражают личную культуру тех, кто снял фильм, и тех, кто его смотрит».